# Terminthia paniculata
Terminthia  es un género monotípico de plantas,  perteneciente a la familia de las anacardiáceas. Su única especie: Terminthia paniculata, es originaria de Asia.

## Descripción
Son arbustos o árboles pequeños, que alcanzan un tamaño de 2-6 m de altura; ramitas glabras, lenticeladas. Pecíolos de 2,5-4 cm, glabras, canalizados anteriormente; limbo palmado 3 foliolados o raramente 5 foliolados, foliolos sésiles, con hojas oblongas  o oblanceoladas. Inflorescencia, terminales o axilares, paniculada de 12-20 cm, con muchas ramas delgadas, hirsutas amarillas. El fruto es una drupa subglobosoa, levemente comprimida de 4 mm de diámetro;. Epicarpio rojo anaranjado en la madurez, finalmente, separado, mesocarpio glutinoso. Fl. septiembre-noviembre, fr. nov-mayo.

## Distribución y hábitat
Se encuentra formando parches en los bosques, matorrales, estepas herbáceas, a una altitud de 400-1500 metros, en Yunnan, Bhután, India y Birmania.

## Taxonomía
Terminthia paniculata fue descrita por (Wall. ex G.Don) C.Y.Wu & T.L.Ming y publicado en Flora Yunnanica 2: 408. 1979.
Sinonimia
- Rhus paniculata Wall. ex G. Don
- Toxicodendron paniculatum (Wall. ex G. Don) Kuntze	[4]